# Scorrimento veloce Trapani-Marsala
Lo scorrimento veloce Trapani-Marsala (o scorrimento veloce Marsala-Birgi) è una strada a scorrimento veloce che collega l'aeroporto di Trapani-Birgi alla strada statale 188 Centro Occidentale Sicula nei pressi di Marsala. Il percorso è lungo circa 12,8 km e presenta due uscite che la collegano alla strada statale 115 Sud Occidentale Sicula. Attraversa Birgi, Mothia, San Leonardo e la strada provinciale per Fulgatore e Salemi.
Sui segnali di progressiva chilometrica e sui pannelli di identificazione dei cavalcavia è riportata la dicitura "S.V." su sfondo blu.

## Tabella percorso
| Strada a scorrimento veloce Trapani-Marsala |                                                                 |      |      |
| Tipo                                        | Indicazione                                                     | ↓km↓ | ↑km↑ |
|                                             | Trapani - Erice Aeroporto di Trapani-Birgi - Birgi              | 0,0  | 12,8 |
|                                             | Sud Occidentale Sicula presso Granatello                        | 3,0  | 9,6  |
|                                             | Sud Occidentale Sicula presso Birgi - Mothia                    | 6,1  | 6,6  |
|                                             | per Salemi; Marsala Ospedale di Marsala; Mazara Del Vallo - A29 | 12,8 | 0,0  |

## Progetti

### Variante Trapani-Mazara del Vallo
Ad inizio agosto 2011, il CIPE ha deliberato lo stanziamento dei fondi per la realizzazione della bretella Mazara-Birgi, che dovrebbe idealmente chiudere l'anello autostradale nella parte occidentale della Sicilia. Dopo aver raggiunto la SS188 lo scorrimento veloce, dovrebbe proseguire fino a Mazara del Vallo completando così l'anello.
Nel giugno 2012, il CIPE ha tagliato i fondi per la realizzazione dell'opera diminuendone la lunghezza e il numero di uscite.
Nel luglio 2019, venne presentato dall'ANAS un nuovo progetto per la creazione della bretella Birgi-Mazara del Vallo con l'aggiunta di migliorie non previste nel progetto iniziale. La Regione siciliana ha stanziato circa 134 milioni di euro per la realizzazione dei lavori e prevedeva l'inizio dei lavori entro il 2020 e l'inaugurazione entro 2-3 anni.
In seguito alle sollecitazioni dei sindaci di Marsala, Petrosino e Mazara del Vallo, nel 2023, un iter di valutazione di impatto ambientale è stato condotto che ha incrementato il prezzo dell'opera a 368 milioni di euro. Gli stessi studi hanno portato l'opera (adesso denominata "Variante Trapani-Mazara del Vallo" nelle documentazioni ANAS) ad entrare a far parte dell'Accordo Quadro Stato-Regione Sicilia. Negli attuali stralci del progetto, la strada sarà una strada extraurbana secondaria che collegherà lo Scorrimento veloce Trapani-Marsala presso l'ospedale di Marsala a Mazara del Vallo. La variante è ancora allo stato di progettazione, e una risposta definitiva sul quando i lavori inizieranno è ancora da stabilire, nonostante il progetto abbia ricevuto il via libera in quanto aiuterà a decogestionare il traffico nei comuni delle città interessate. 

#### Tabella percorso
| Variante Trapani-Mazara del Vallo Bretella Birgi-Mazara |                                             |      |      |             |
| Tipo                                                    | Indicazione                                 | ↓km↓ | ↑km↑ | Note        |
|                                                         | Trapani - Birgi Marsala - Salemi - Ospedale | 0,0  | 16,5 | in progetto |
|                                                         | Marsala sud                                 | ?    | ?    | in progetto |
|                                                         | Terrenove                                   | ?    | ?    | in progetto |
|                                                         | Petrosino                                   | ?    | ?    | in progetto |
|                                                         | Mazara del Vallo Sud Occidentale Sicula     | 16,5 | 0,0  | in progetto |

### Itinerario Trapani-Mazara del Vallo-Agrigento-Gela
In seguito all'iter di valutazione di impatto ambientale, un itineario che collegherà Trapani a Gela è entrato a fare parte del progetto come parte dell'Accordo Quadro Stato-Regione Sicilia con origine presso l'attuale svincolo Birgi della A29 dir/A, innestandosi nell'attuale punto di incontro tra la SS115 e la SS115 dir/A, dove l'itinerario continuerà su una versione potenziata dell'attuale SS115 fino a Gela: questo richiederà un prolungamento dello scorrimento veloce Trapani-Marsala fino alla A29 dir/A, presso lo svincolo Birgi. 